# El Torno (Spagna)
El Torno è un comune spagnolo di 948 abitanti situato nella comunità autonoma dell'Estremadura.